# Lophomyrtus bullata

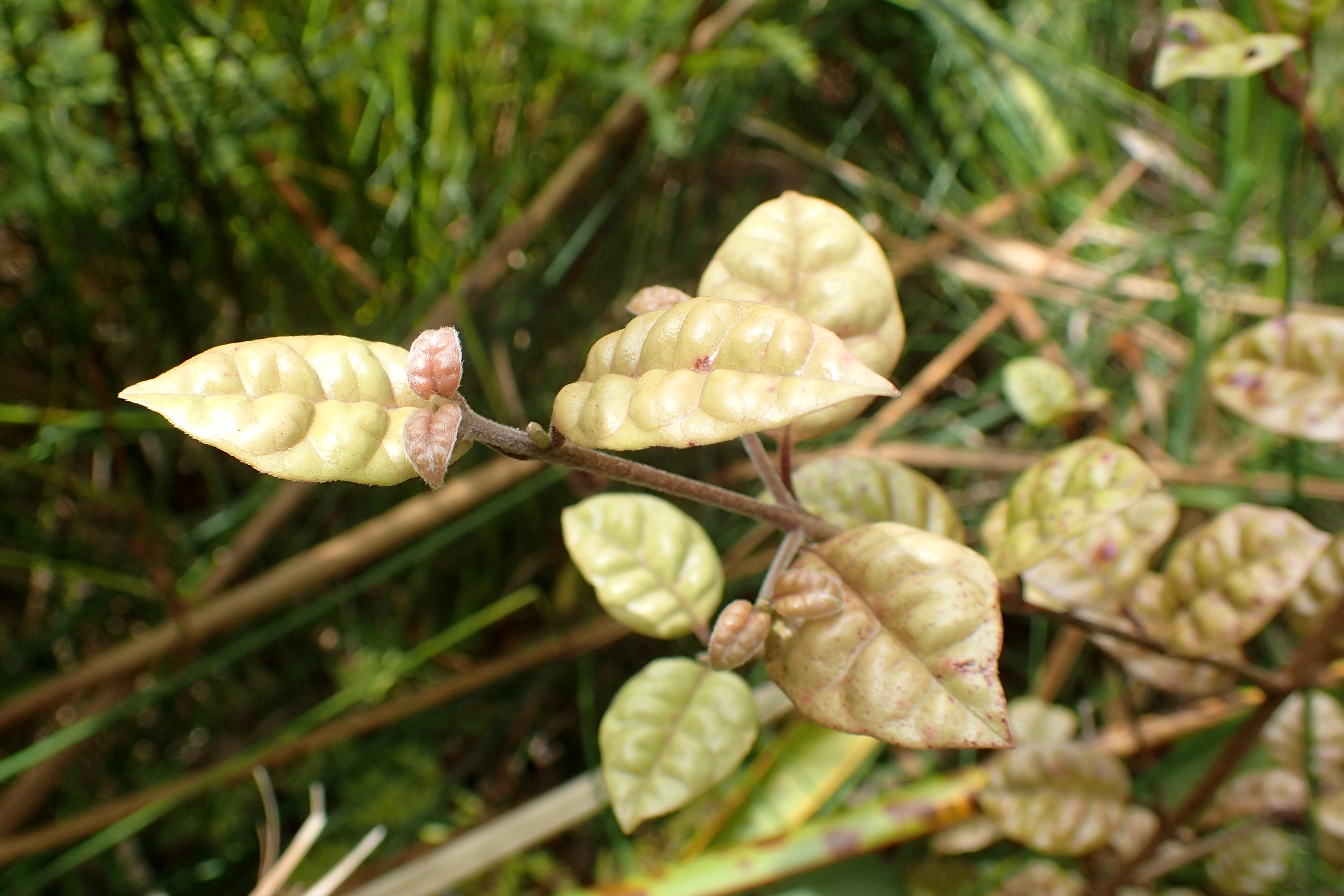
Ramarama crescendo em Auckland Botanic Gardens

Lophomyrtus bullata, também conhecido pelo nome maori de ramarama, é uma espécie de arbusto perene do gênero Lophomyrtus, família Myrtaceae. É endémico da Nova Zelândia.
Lophomyrtus bullata cresce a uma altura de 8 metros, produzindo muitos ramos próximos. As folhas são ovais, grossas, brilhantes e borbulhadas, e sua cor varia do verde escuro ao verde amarelado. Eles também podem aparecer manchados com marcas vermelhas, marrons ou enegrecidas.
Ramarama floresce entre novembro e março e, posteriormente, frutifica de janeiro a junho.
A partir de 2020, o ramarama tornou-se severamente ameaçado pela ferrugem da murta (Austropuccinia psidii), um fungo patogênico que chegou à Nova Zelândia em 2017.